# هيو بورنس
هيو بورنس (بالإنجليزية: Hugh Burns)‏ (13 ديسمبر 1965 في المملكة المتحدة - ) هو لاعب كرة قدم بريطاني في مركز الدفاع. لعب مع دونفرملين أثلتيك ونادي رينجرز ونادي فولهام ونادي كيلمارنوك وهارت أوف ميدلوثيان وهاميلتون أكاديميكال ونادي دمبرتون ونادي آير يونايتد.

## وصلات خارجية
- هيو بورنس على موقع قاعدة بيانات كرة القدم.إي يو (الإنجليزية)